# La Réponse de Bart
La Réponse de Bart (France) ou L'Ivresse au maître (Québec) (Bart gets a “Z”) est le 2e épisode de la saison 21 de la série télévisée Les Simpson.

## Synopsis
Quand Mme Krapabelle confisque les téléphones portables des élèves, la classe, dirigée par Bart, décide de lui donner une leçon en alcoolisant son café et en la regardant devenir ivre et folle. Le principal Skinner licencie Mme Krapabelle et la remplace par un nouvel instituteur plus décontracté, Zachary Vaughn, qui impressionne Bart et ses amis avec une attitude branchée, affectionnant les textos, les blogs et l’utilisation de Twitter et de Facebook. Déchiré par son affection pour M. Vaughn et cependant tourmenté par la culpabilité, Bart décide de se rendre au bureau de Skinner pour lui demander de reconduire Mme Krapabelle dans ses fonctions.

## Audience
L'audience aux États-Unis a atteint lors de sa première diffusion 9,32 millions de téléspectateurs.

## Références culturelles

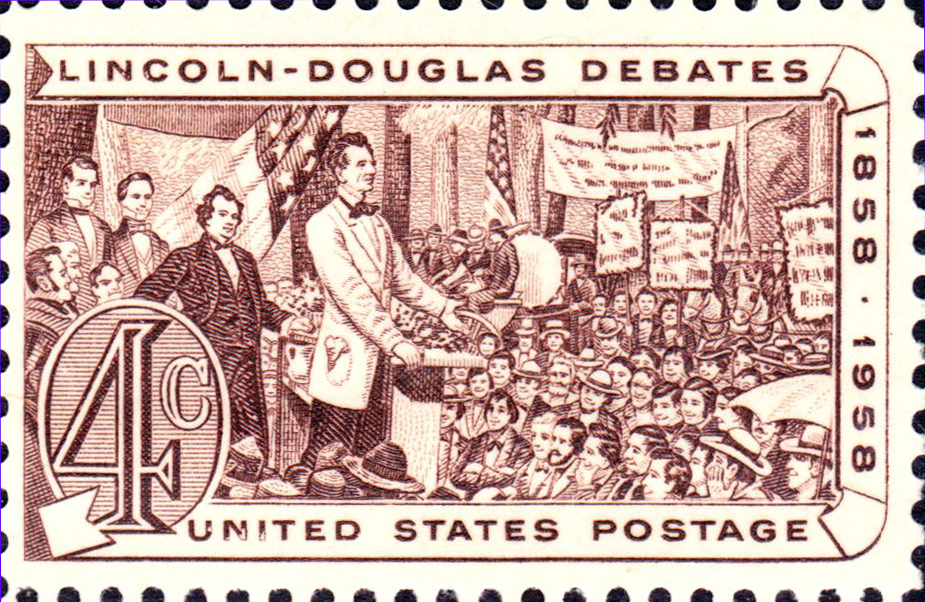
Un des 7 débats Lincoln-Douglas (1958)